# میامی لیکس (فلوریدا)
میامی لیکس (به انگلیسی: Miami Lakes) شهرکی در شهرستان میامی-دید، فلوریدا است که در سال ۲۰۰۰ بنیان‌گذاری شده‌است. این شهرک طبق سرشماری سال ۲۰۱۰ میلادی، ۲۹٬۳۶۱ نفر جمعیت داشته و مساحت آن نیز ۱۶٫۵ کیلومتر مربع است.